# Михайленко Ігор Володимирович
Ігор Володимирович Михайленко (нар. 19 лютого 1988, Харків, Україна) — український військовий та політичний діяч. Другий командир полку «Азов», підполковник Збройних Сил України, колишній командир Національних Дружин, засновник громадської організації «Центурія». Командир ССО «Азов-Київ», заступник командира 3-ї окремої штурмової бригади має позивний «Черкас».

## Життєпис
Народився у Харкові, до студентських років мешкав у Чапаївці Пологівського району Запорізької області. У 2004 році вступив до Харківського політеху. Навесні 2005 року познайомився з Андрієм Білецьким і став членом очолюваної ним організації «Патріот України». Брав участь у маршах, мітингах, спортивних заходах, акціях громадської непокори та силових акціях, а також операціях з виявлення точок наркоторгівлі, затримання нелегальних мігрантів тощо. Був учасником сутичок з міліцією під час проведення маршу Героїв УПА 18 жовтня 2008 року, за що на кілька діб був заарештований разом з іншими бійцями організації.
23 серпня 2011 року українофоб Сергій Колесник скоїв збройний напад на харківський осередок «Патріоту України» (Харків, вул. Римарська, 18), внаслідок конфлікту зі стріляниною, був важко поранений сам Колесник і двоє членів організації. Серед поранених був і Михайленко, якого госпіталізовали з пораненням у шию. Міліція порушила кримінальну справу, так звана «Перша Справа Оборонців Римарської». Ігор Михайленко проходив по справі як свідок, але згодом його перекваліфікували у підозрюваного.
11 вересня 2011 року разом з іншим членом організації Віталієм Княжеським він був заарештований. На підтримку в'язнів ГО у різних містах країни проходили акції протесту проти політичних репресій (зокрема у Києві, Харкові, Львові, Донецьку, Житомирі, Івано-Франківську).
До кінця зими 2014 року утримувався у Харківському слідчому ізоляторі (відомому як «Холодногірська тюрма»). 25 лютого 2014 на підставі постанови № 4202 Верховної Ради «Про звільнення політвʼязнів» Ігор Михайленко, Андрій Білецький та інші політв'язні були звільнені.

### Участь в АТО
Практично одразу після звільнення з ув'язнення разом з Андрієм Білецьким став співзасновником українського партизанського загону Чорний Корпус. Брав участь у штурмі клубу «Оплот» (головного штабу проросійських сепаратистів Харкова), обороні Харківської облдержадміністрації 1 березня 2014 року, бою на Римарській та подіях 5-7 травня у Маріуполі.
З 5 травня 2014 став добровольцем батальйону, а згодом — полку «Азов». Під час Визволення Маріуполя 13 червня 2014 року, особисто командував однією зі штурмових груп. Також брав особисту участь у визволенні Мар'їнки 5 серпня 2014 року, Іловайській (у серпні 2014 року) та Широкинській (у лютому 2015 року) операціях.
До жовтня 2014 року командував 1-шою сотнею полку «Азов», а після обрання Андрія Білецького народним депутатом став командиром полку. Командував полком «Азов» до серпня 2016 року.

### Подальша громадська діяльність
Після демобілізації в вступив до Острозької Академії на спеціальність «правознавство».
В лютому 2017 року разом із своїми сослуживцями та громадськими активістами створив Національні дружини. Щорічно взимку Національні дружини проводять марш центром столиці і на платцу Київської фортеці приводять до присяги нових активістів. Взимку 2018 року було заприсяжено понад 600 дружинників, наступного, 2019 року — понад 1500.
Під командуванням Михайленка Національні дружини як добровільні помічники ДСНС брали участь у ліквідації наслідків диверсій на військових складах та порятунку постраждалих у Балаклеї на Харківщині, Калинівці на Вінниччині та у Ічні на Чернігівщині. В грудні 2018 року під керівництвом Михайленка та за підтримки Андрія Білецького було відкрито найбільший в Україні соціальний спортивний зал — «N.D.Gym»
У січні 2019 року був обраний членом Вищої Ради Національного Корпусу.

## Нагороди
- Медаль «За оборону Маріуполя» — за участь в звільненні та обороні Маріуполя.
- Нагородна вогнепальна зброя — за проявлену особисту мужність під час виконання бойових завдань.
- Звання Почесний громадянин Маріуполя — за розробку та здійснення плану по звільненню міста Маріуполя від терористичних угрупувань, вагомий внесок у збереження міста Маріуполя, ствердження державності, демократії та народовладдя на території міста.[8]